# ヴェルツオーロ
ヴェルツオーロ（伊: Verzuolo）は、イタリア共和国ピエモンテ州クーネオ県にある、人口約6,400人の基礎自治体（コムーネ）。

## 地理

### 位置・広がり
| トリノの南西66km、クーネオの北約25kmに位置している。. 隣接するコムーネは以下の通り。 - コスティリオーレ・サルッツォ - ラニャスコ - マンタ - パーニョ - ピアスコ - ヴェナスカ - サヴィリアーノ - ヴィッラファッレット |

#### 地震分類
イタリアの地震リスク階級 (it) では、3s に分類される
。

## 行政

### 分離集落
ヴェルツオーロには、以下の分離集落（フラツィオーネ）がある。
- Chiamina, Falicetto, Papò, Pomerolo, San Bernardo, Villanovetta

## 出身者
- フラビオ・ブリアトーレ: ルノーF1チームの元チーム代表、マネージング・ディレクター